# Kōchi (stad in Japan)
Kōchi (Japans: 高知市, Kōchi-shi) is de hoofdstad van de prefectuur Kōchi op het Japanse eiland Shikoku. Op 31 juli 2008 had de stad een 341.846 inwoners en een bevolkingsdichtheid van 1.110 inw./km². De oppervlakte van de stad bedraagt 309,22 km². In de stad Kōchi woont ongeveer 40% van de bevolking van de prefectuur Kōchi.
Een symbool van de stad is haar bekendste gerecht katsuo-tataki.

## Geografie
Kōchi ligt aan de baai van Urado. Door de stad Kōchi lopen de rivieren Kagami en de Kokubu. De stad wordt omgeven door bergen in het noorden en heuvels in het zuiden en westen. Het hoogste punt van Kōchi is de berg Kuishi-yama die 1176 meter hoog is.

## Onderwijs
In Kōchi bevinden zich twee openbare universiteiten: de Universiteit van Kōchi en de Vrouwenuniversiteit van Kōchi. Verder kent de stad vier particuliere universiteiten. De stad is verantwoordelijk voor de Kōchi shōgyō kōkō (middelbaar onderwijs gericht op handel ) en voor 15 andere middelbare scholen.

## Zustersteden
- Cotia
- Fresno
- Wuhu
- Kitami
- Surabaya
- Mashhad

## Geboren
- Sakamoto Ryoma (1836-1867), samoerai
- Takashi Yokoyama (1913-1945), zwemmer
- Yoshio Matsuo (1946), componist
- Nobuo Uematsu (1959), componist van muziek voor videospelletjes
- Ryoko Hirosue (1980), actrice

## Galerij

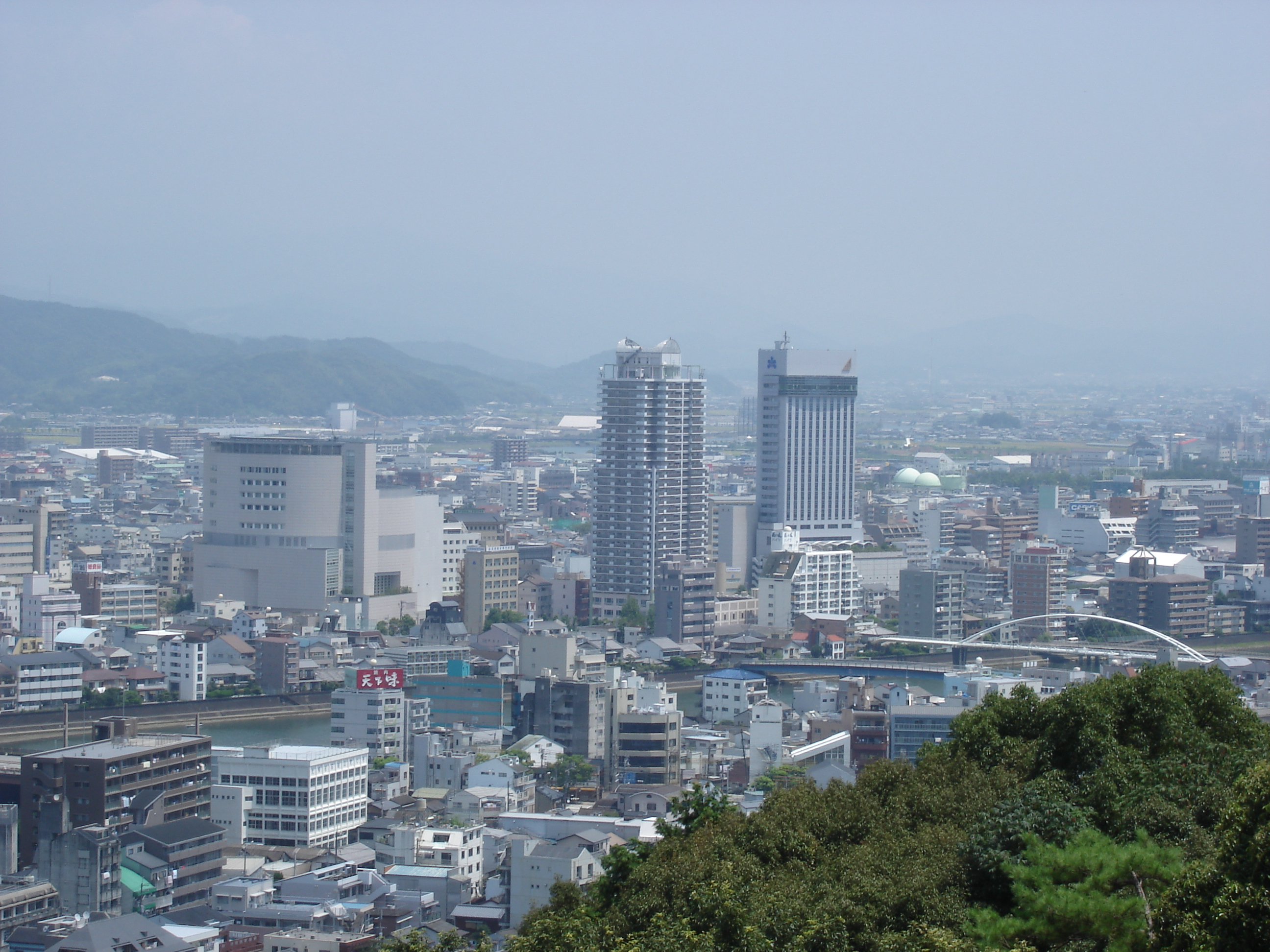
Binnenstad van Kōchi
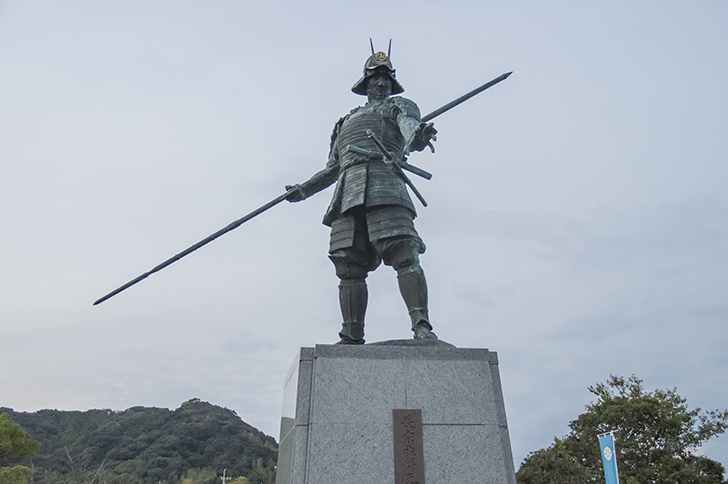
Standbeeld van daimyō Chōsokabe Motochika